# 因德弗山
因德弗山（英語：Mount Endeavour），是南極洲的山峰，位於維多利亞地的斯科特海岸，處於凱徹姆嶺以北1.6公里，屬於因德弗山塊的一部分，海拔高度1,810米，現時由南極條約體系管理。

## 外部連結
. . United States Geological Survey.   [2012-03-01].
76°33′S 162°0′E / 76.550°S 162.000°E